# Pepetela
Pepetela (pseudonym för Artur Pestana dos Santos) född 1941 i Benguela, Angola, är en författare bosatt i Luanda, Angola. Han debuterade 1973 och har sedan dess publicerat 11 böcker. Böckerna finns översatta till 13 olika språk och han har erhållit flera utmärkelser, bland annat Camões pris 1997.
Som ung studerade Pepetela sociologi i Portugal men återvände sedan till Angola. Där kämpade han i gerillans krig mot det portugisiska kolonialstyret. När Artur Pestana deltog i befrielsekriget mot Portugal gjorde han som flertalet andra frihetskämpar, han stred under taget namn. Hans soldatnamn var Pepetela och när han började publicera böcker blev det även hans författarnamn. Mellan åren 1979 och 1981 var Pepetela vice utbildningsminister i Angola. Numera arbetar han som lärare vid Agostinho Neto-universitetet i Luanda vid sidan av författandet.
Angolas kamp mot kolonialismen och viljan att föra samman de olika befolkningsgrupperna är ett tema som ofta återfinns i Pepetelas böcker. I romanen Mayombe (1982) beskrivs en nationell gemenskap som överskrider ras, klass, kön och etnicitet.